# Оцелот
Оцелот, леопард оцелот (Leopardus pardalis) — хижий ссавець, типовий вид роду леопардів (Leopardus) із родини котових (Felidae). Мешкає в Америці — від півдня США до півночі Аргентини. Займає широкий спектр середовищ проживання, від чагарників до тропічних лісів, однак уникає відкритих місцевостей і високогір'їв. Зазвичай активний під час сутінків і вночі, оцелот, як правило, солітарний і територіальний. Полює переважно на невеликих наземних ссавців. Шерсть коротка й шовковиста; забарвлення залежить від середовища. Нижня частина тіла білувата, верхня — жовтого, рудого чи сірого відтінків; шерсть має неправильний малюнок темних плям і смуг, на спині й боках плями утворюють розетки. Вага становить 8–16 кг, довжина голови й тулуба — 55–100 см, хвіст — 30–45 см завдовжки. Чисельність зменшується в багатьох частинах ареалу внаслідок знищення середовища проживання, полювання, дорожньо-транспортних пригод.

## Опис

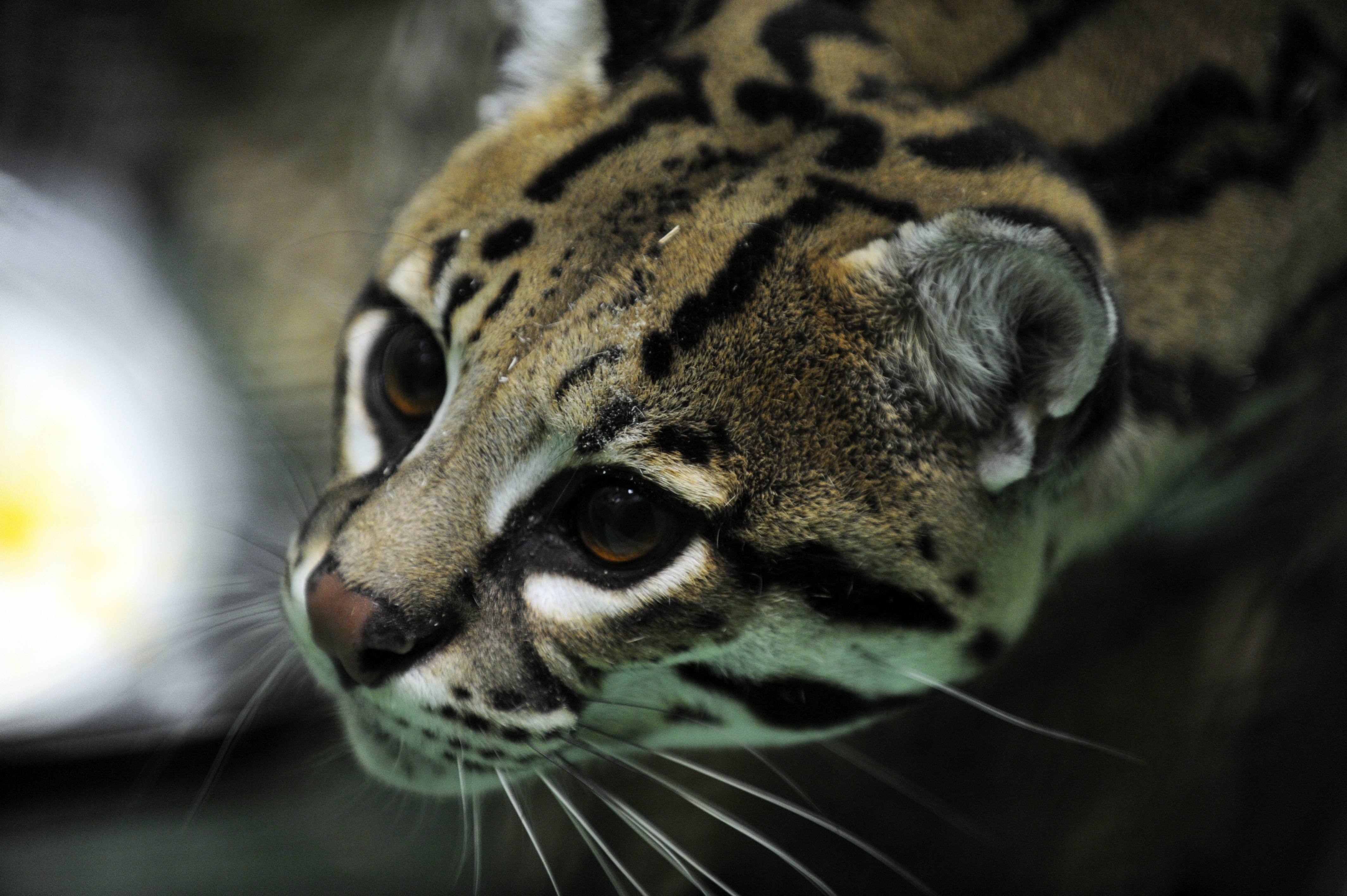
Голова оцелота

Оцелот — найбільший представник роду Leopardus і третій серед котових Неотропіків після ягуара й пуми. Будова тіла й кінцівки кремезні (причому передні — більші), хвіст порівняно короткий, лапи великі відносно розміру тіла. На передніх лапах п'ять пальців з кігтями, а на задніх — чотири. Довгі вібриси є на підборідді під ротом, кілька рядів на щоках по обидва боки носа, по одній групі з кожного боку задньої частини щелепи та по одній групі над кожним оком. Нормальна температура тіла — 37.7–38.8°C. Наявний статевий диморфізм: вага самців становить 7–18.6 кг, а самиць — 6.6–11.3 кг; довжина від голови до хвоста у самців становить 67.5–101.5 см, а самиць — 69–90.9 см; довжина хвоста становить 25.5–44.6 см; висота в плечах — 40–50 см. Волосяний покрив короткий, густий і м'який. Забарвлення хутра жовтувато-коричневе, червонувато-коричневе, корицеве чи сіре (у мешканців сухих середовищ проживання ближче до сірого, у мешканців вологих лісів — до оранжевого або вохристого) з чорними кільцеподібними плямами, які всередині дещо темніші ніж назовні. На шиї й навколо плечей плями переходять у смуги, на лапах — у дрібні плями, на хвості — часткові чи повні кільця. Уздовж морди є дві чорні вертикальні смужки. Черево й нижня частина голови забарвлені в білуватий колір. Вуха округлі, чорні з великими білими плямами на задньому боці. Оцелот зовні нагадує марги, але більший, кремезніший і з помітно коротшим хвостом; дитинчат оцелота, марги й онцилли важко розрізнити.

## Ареал і середовище проживання

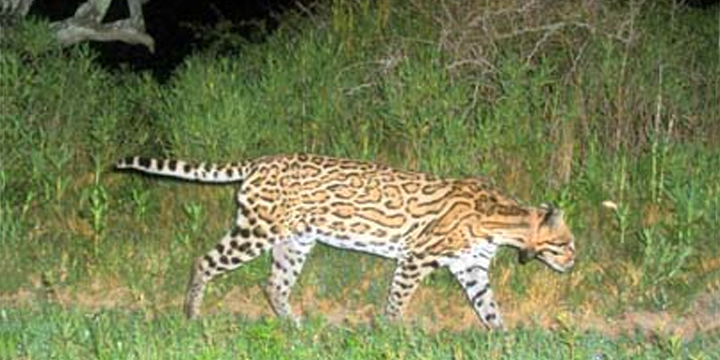
Оцелот у заповіднику Лагуна Атаскоза (США)

Вид поширений в Америці від крайнього півдня США до північних і центральних частин Південної Америки (у тому числі на островах Тринідад, Маргарита і Барро Колорадо), оминаючи високогір'я Перу та Чилі. Найпівнічніший регіон мешкання — південь американського штату Техас. В історичні часи оцелот мешкав також у штатах Аризона, Нью-Мексико, Луїзіана, а викопні рештки знайдені у Флориді. 
Оцелот населяє чагарники, чагарникові рідколісся, заліснені трав'янисті місцевості, болотисті рідколісся, сухі й вологі ліси; у тому числі він толерантний до модифікованих середовищ, але обов'язковим є покрив дерев або чагарників. Висотний діапазон поширення: 0–3000 м, однак найчастіше проживає нижче 1200 м. Щільність населення коливається в широких межах від 2.5 до 160/100 км². Найменші щільності у соснових лісах Белізу, посушливих місцевостях Мексики, бразильській Каатинзі, найбільша щільність на о. Барро Колорадо, Панама. Загальна чисельність населення оцелота невідома, у Техасі їх залишилося приблизно 55.

## Спосіб життя

### Активність і полювання
Оцелоти живуть поодинці й полюють передусім уночі, однак нерідкі випадки активності упродовж дня, головним чином під час сезону дощів і похмурих днів. Тварини активні від 12 до 14 годин на добу й упродовж ночі долають кілька кілометрів. Під час денної спеки полюбляють ховатися в дуплах дерев, можуть відпочивати в густих чагарниках і на гіллі дерев. Оцелоти використовують багато місць відпочинку на своїй території, і рідко одне й те ж місце два дні підряд, винятком є лігвище для приплоду. Оцелоти мають гострі нюх і зір. Полюють на землі, хоча чудово лазять по деревах і скелях, уміють плавати. Запахові сигнали вважаються не надто важливими при полюванні. Основною тактикою полювання є екстенсивна ходьба, поки не зустрінеться маленька тварина. За нагоди оцелот буде кидатися на великих птахів, не тратячи багато часу на засідку, або він може присісти на колоду дерева, щоб накинутися на гризуна, що проходить знизу. Зловивши птицю, оцелот обскубує її перед тим, як з'їсти. Якщо оцелот уполює занадто багато їжі, він сховає решту й повернеться наступної ночі. 
Здобич оцелотів — переважно невеликі ссавці й птахи, такі як гризуни родів Oryzomys, Zygodontomys і Proechimys, також агуті, опосуми, а з птахів — пенелопа, татаупа, свійська птиця. Проте іноді ці коти ловлять змій, а також великих ссавців, таких як таясу, мазама американська, тамандуя. Склад раціону в процентах: 65–66% — дрібні гризуни, 12–18% — плазуни, 6–10% — середніх розмірів ссавці, 4–11% — птахи й 2–7% — ракоподібні та риби. Оцелоти — осілі тварини. Їхні території залежать від наявності їжі та щільності покриву, у самиць — до 14 км², у самців — до 31 км² і перетинаються з територіями однієї або кількох самиць.

### Спілкування
L. pardalis спілкується з іншими особами свого виду хімічними сигналами для демаркації територіальних кордонів (подряпини на стовбурах, позначення предметів сечею, відкладання калу на помітні місця). Територіальні кордони суворо захищаються від одностатевих осіб, і порушення можуть призвести до бійок. У природі оцелоти мовчазні, за винятком періодів розмноження. У неволі вокалізація включає нявкання, мурчання й гарчання.

### Розмноження

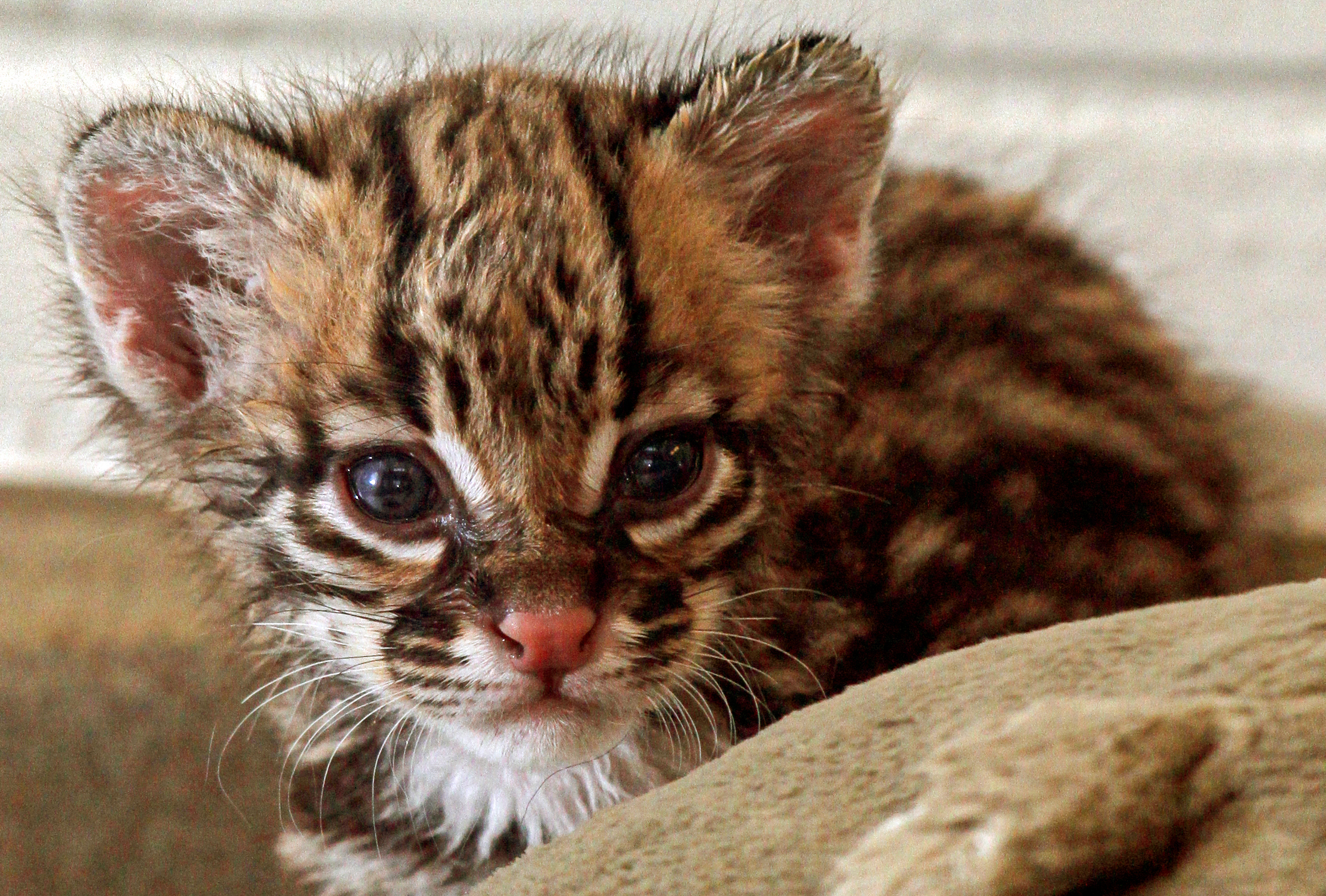
Дитинча оцелота

Оцелот має неочікувано низький рівень відтворення: довга вагітність, малий приплід, довгий (дворічний) інтервал між приплодами. Спаровування може відбуватися в будь-яку пору року на півдні ареалу, але помічено осінні та зимові піки народження у північних частинах ареалу. Самиці ініціюють шлюбний ритуал гучними криками, а до спарювання вони заохочують самців ударами лап. Під час спарювання самець тримає самицю за шию зубами. Вагітна самиця готує добре захищене лігвище в порожнистому стовбурі дерева, у щілині чи в невеликій печері, або в густій рослинності. Самиця іноді вистилає лігвище шерстю, вищипаною з власного черева. Мати може перемістити дітей у нове лігвище, коли старе забрудниться чи стежки до нього стануть занадто явними, чи з інших причин. Вагітність триває від 79 до 82 днів. Народжується найчастіше одне, рідше двоє кошенят; виключно в неволі й дуже рідко народжується троє (до чотирьох) кошенят. Діти при народженні важать 200–280 грамів, очі відкривають приблизно на 14 день. Годування молоком триває приблизно сім тижнів. Кошенята починають залишати лігвище у віці трьох місяців. Матір починає брати дітей на полювання, коли їм виповнюється 5 чи 6 місяців. Вони стають самостійними у віці 1 року, але покидають територію матері у віці приблизно 2 (до 3) років. Самиці стають статевозрілими у 18, а самці — 30 місяців.

### Тривалість життя й загрози
У неволі оцелот може жити 20 років, але в природі живе 7–10 років. Найстаріший відомий оцелот помер у зоопарку Фенікса у віці 21 рік і 5 місяців.
Хоча сам хижак, оцелот іноді стає здобиччю гарпії великої, пуми, ягуара, анаконди зеленої, зграї псів. Основними ж загрозами є: втрата середовища існування та його фрагментація, нелегальна торгівля домашніми тваринами, вбивство фермерами.

## Генетика
Диплоїдний набір хромосом становить 36, а фундаментальне число — 70. У неволі оцелот гібридизується з іншим видами роду Leopardus — L. wiedii, L. tigrinus, L. geoffroyi, L. guigna, але вони не схрещуються в дикій природі. У Французькій Гвіані самець оцелота й самиця пуми вирощені та розміщені разом, дали чотири виводки; дитинчата демонстрували проміжний розмір тіла й малюнок плям, але значно більше нагадували оцелота.

## Оцелот і людина

### Назва

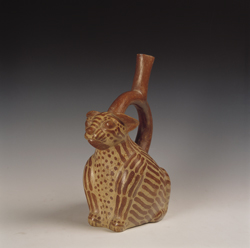
Статуетка оцелота, що належить до культури Моче у Музеї Ларко.

Назва «оцелот» науатльського походження і стосувалася ягуара. Видовий епітет pardalis походить від лат. pardus — «пантера» і суфікса -alis — «який стосується чогось». Іншим можливим походженням назви є лат. ocellatus — «з малими очима» чи «з позначками, схожими на малі очі», вказуючи на забарвлення. Оцелот має декілька місцевих назв у межах свого ареалу, наприклад: gato maracaja — у Бразилії й Парагваї, gato onza — в Аргентині, Болівії й Перу, manigordo — у Коста-Риці, mathuntori — мовою кампа, canunii — мовою чаяуіта (мови народів Амазонії).

### У культурі

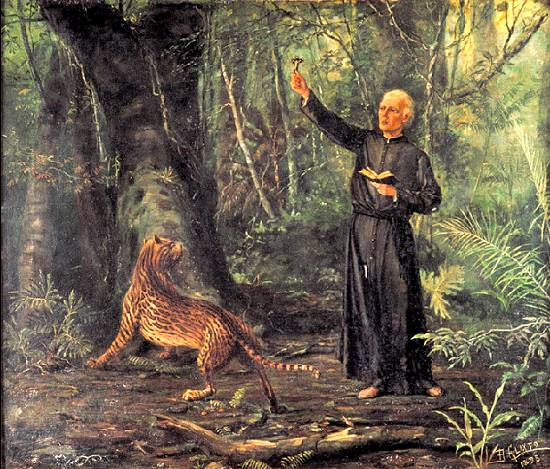
Оцелот на картині бразильського художника Бенедіту Калішту

Відносини оцелота й людини є давніми. Оцелот, як і ягуар, вважався священною твариною в деяких давніх народів Америки — наприклад, ольмеків, ацтеків, інків, мая. Зокрема, ацтеки й інки зображали оцелотів на своїх творах мистецтва. Більш сучасні митці також деколи зображають оцелота у своїх творах. Зокрема, оцелот є персонажем картини бразильського художника Бенедіту Калішту; французький скульптор-анімаліст Антуан-Луї Барі створив статуетку «Оцелот хапає чаплю»; американський рок-гурт Phish написав пісню з назвою «Оцелот».

### Торгівля оцелотами

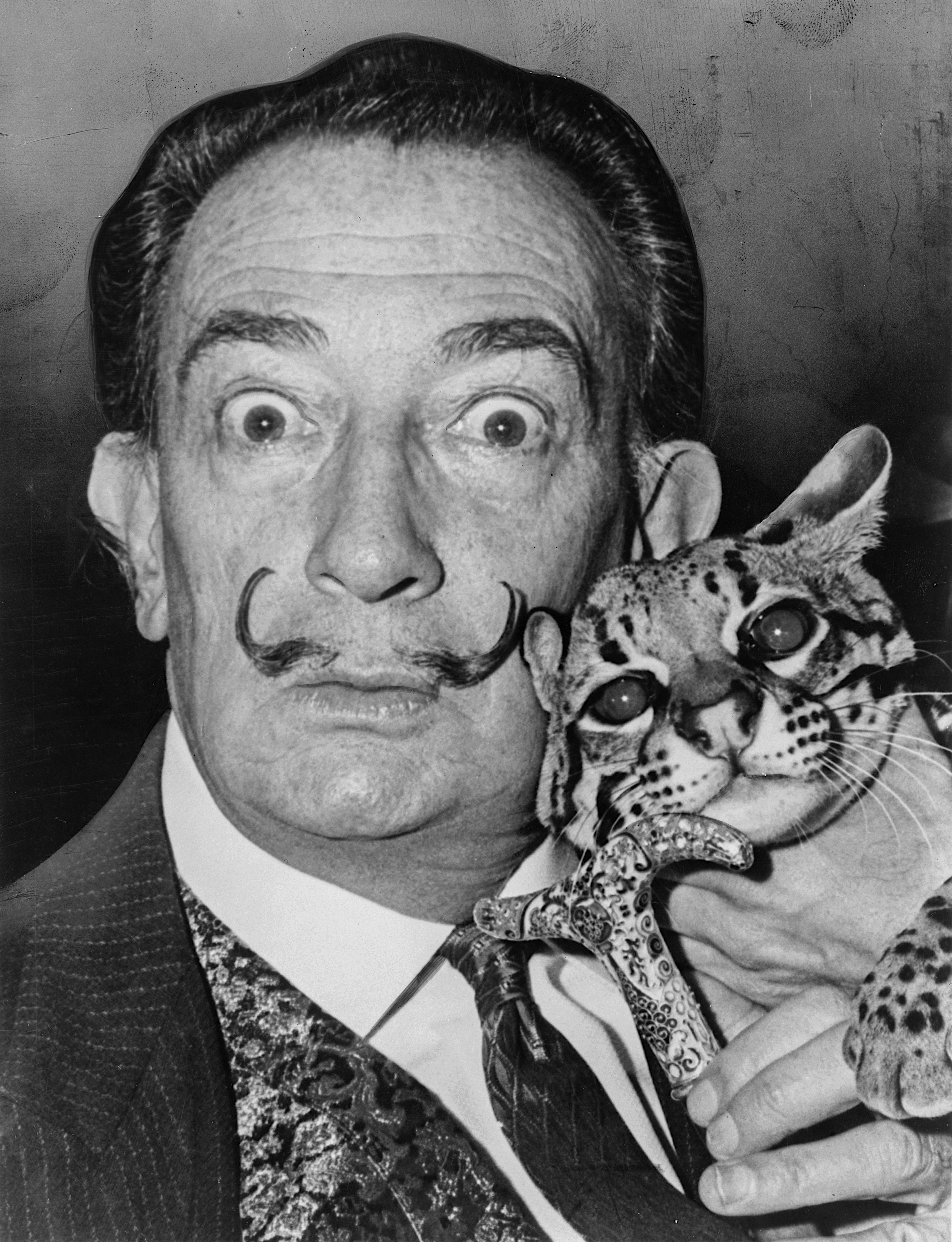
Сальвадор Далі та його домашній оцелот

Краса хутра зробила оцелота на тривалий час популярним у торговців шкурами. Наприклад, 1969 року в США було ввезено понад 133 тисячі шкур оцелотів. У 1980-х роках шуби з хутра оцелота продавалися за $40 000, а жива тварина, для утримання як домашня, продавалася за $800. Інтенсивне полювання на оцелота призвело до того, що він став украй рідкісною твариною. Завдяки новим міждержавним угодам полювання на оцелота і продаж будь-яких продуктів з нього заборонено. Так, 1986 року Європейська економічна спільнота ввела повну заборону на ввезення шкур оцелота. 1989 року оцелота було перенесено в додаток I CITES, який забороняє будь-яку міжнародну торгівлю шкурами та живими тваринами.
Як і деяких інших тварин з родини котових, оцелотів іноді утримують як домашніх тварин. Найвідомішими власниками оцелотів були художник Сальвадор Далі і музикант Грем Парсонс.

### Охорона й зоопарки
Вид захищений на більшій частині ареалу, полювання заборонене в Аргентині, Бразилії, Болівії, Колумбії, Коста-Риці, Французькій Гвіані, Гватемалі, Гондурасі, Мексиці, Нікарагуа, Панамі, Парагваї, Суринамі, Тринідаді й Тобаго, США, Уругваї, Венесуелі, а також регульоване в Перу. Частина ареалу оцелота включає заповідні території, деякі з них здатні підтримувати довготривалі життєздатні популяції. Хоча загалом природоохоронний статус оцелота «найменший ризик», у Мексиці й США він під загрозою вимирання, у Колумбії й Аргентині — уразливий, як і в Бразилії за межами Амазонії.
Повідомляється, що в установах, які є членами ISIS перебуває 258 оцелотів. Однак, додатково оцелоти утримуються в притулках та парках тварин по всій земній кулі — число їх важко визначити. Крім того, торгівля домашніми тваринами все ще може існувати у Сполучених Штатах та Європі. Повідомлялося про низку випадків, пов'язаних із вбивством або захопленням оцелотів у Перу та Тринідаді й Тобаго, що стосувалося незаконної торгівлі.
Асоціація зоопарків та акваріумів (АЗА) розробила План з виживання видів, зокрема оцелота. З Асоціацією взаємодіє Служба рибних ресурсів та дикої природи США. Оскільки безпосередньою загрозою для оцелота в Техасі є зникнення середовища проживання й ДТП, то проводяться роботи із захисту й відновлення чагарникового середовища проживання, і (у взаємодії з Техаським департаментом транспорту) з будівництва екодуків; планується також завезення оцелотів із Мексики для забезпечення генетичного різноманіття популяції. Програма з виживання оцелота контролює майже 100 оцелотів у 52 північноамериканських зоопарках, для яких створено родовідну книгу задля підтримання генетично спроможної популяції в неволі. У 2002 році був започаткований Бразильський консорціум «Оцелот» для співпраці між АЗА і бразильськими структурами, які займаються природоохороною. Пріоритетними є: випуск бразильської родовідної книги, підготовка працівників бразильських зоопарків і науковців, розмноження бразильських оцелотів у неволі, відновлення середовища існування, екологічна освіта.

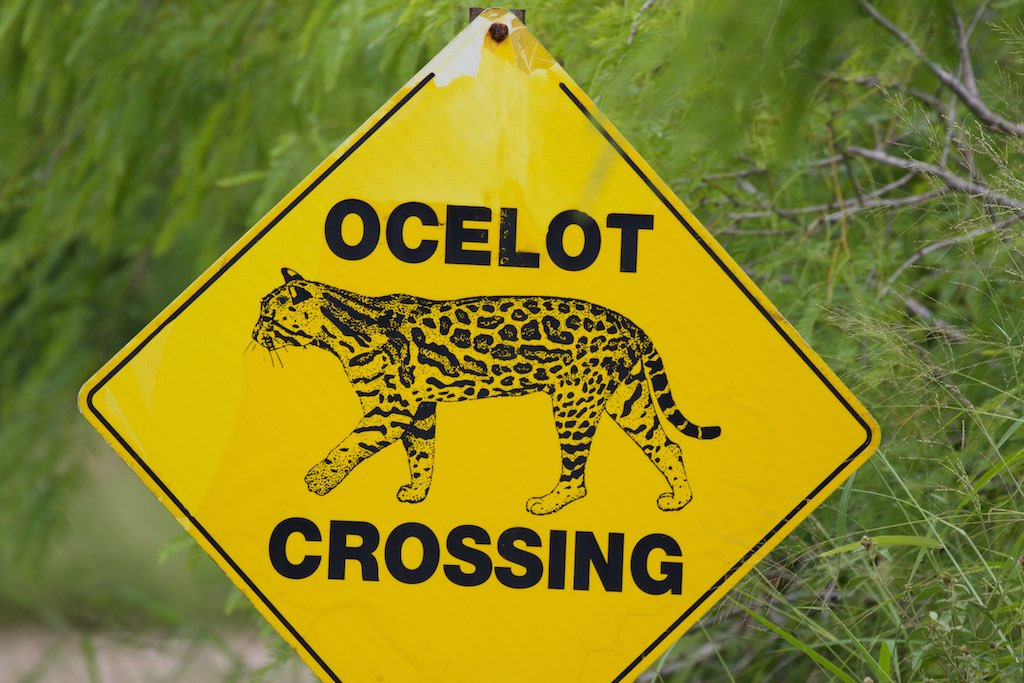
попереджувальний знак у Техасі
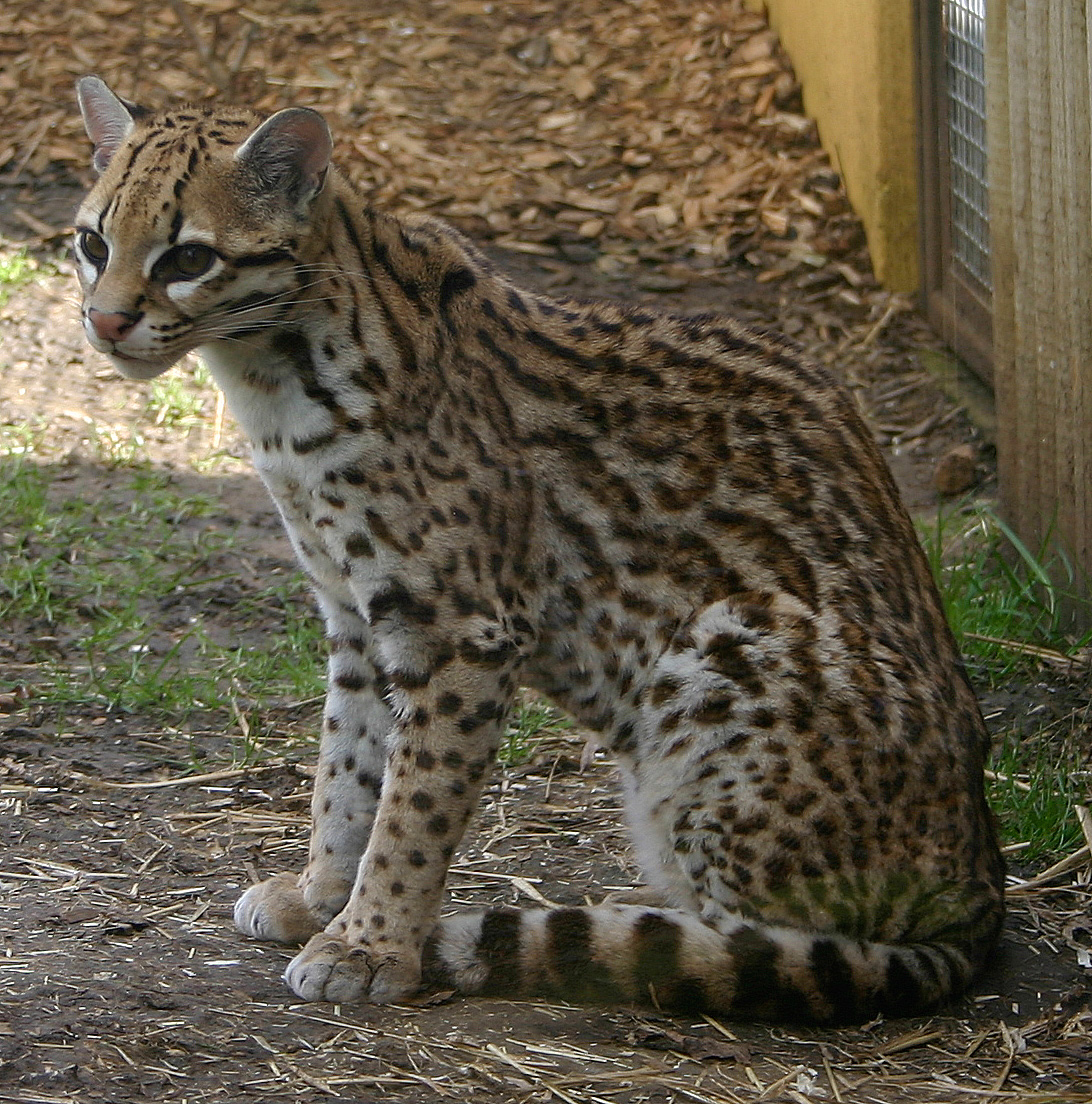
у зоопарку Марвелла (Велика Британія)
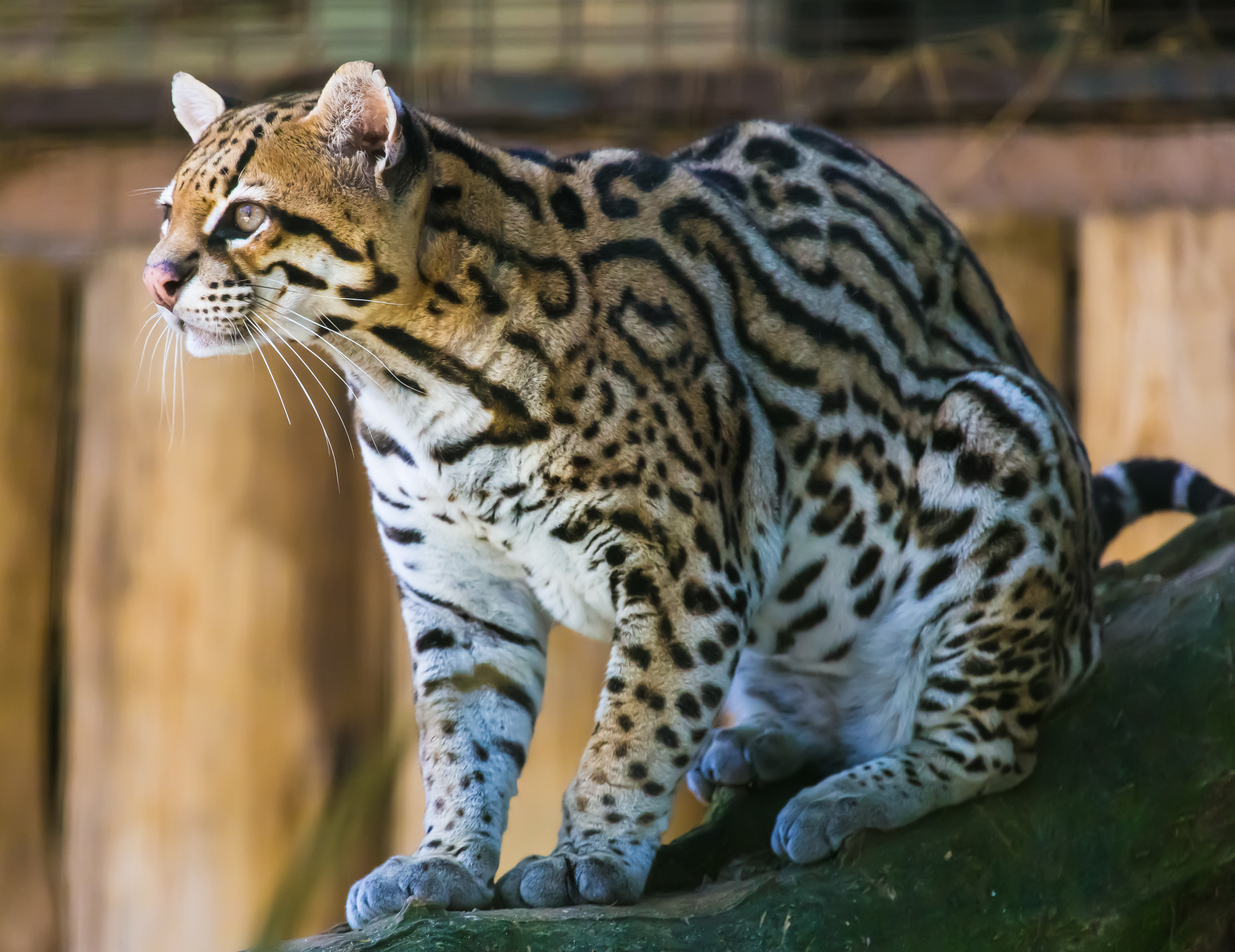
у зоопарку Ітатіба, Бразилія
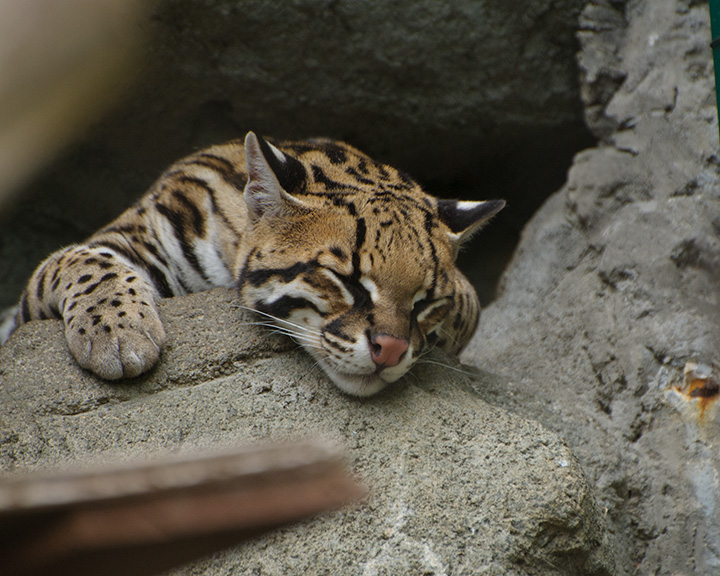
у зоопарку Х'юстона (США)
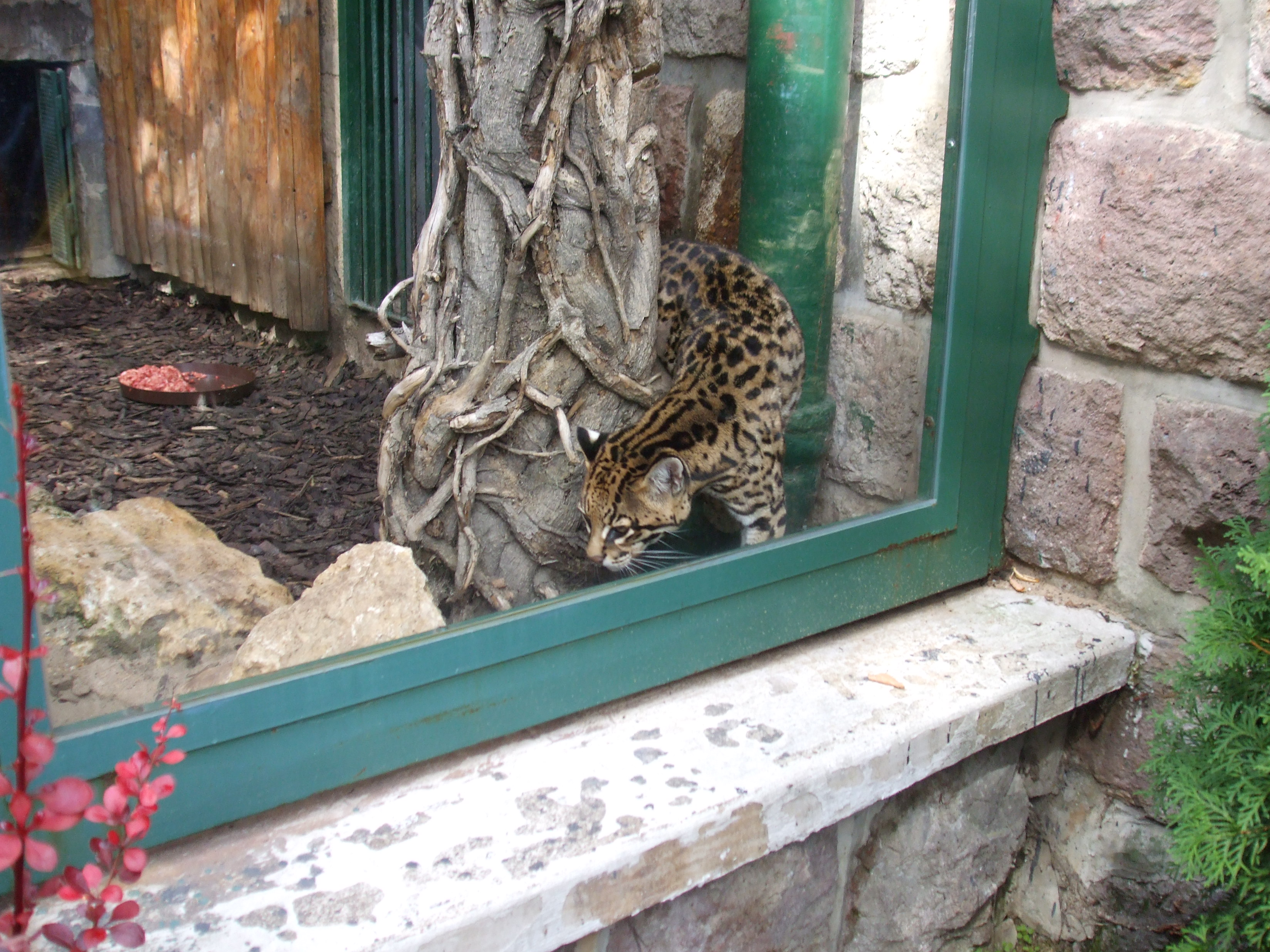
у зоопарку Бойнице (Словаччина)

## Таксономія
Вид уперше класифікував Карл Лінней у 1758 році під назвою Felis pardalis. Рід Leopardus був запропонований Джоном Едвардом Греєм у 1842 році. Філогенетичні дослідження вказують на те, що лінія оцелота генетично відхилилася від Felidae 8–10 млн років тому, ймовірно у Північній Америці. Згодом, 2–3 млн років тому предки оцелота мігрували в Південну Америку. На новому континенті Leopardus швидко еволюціонували захоплюючи різноманітні придатні середовища існування. Найближчим родичем оцелота є марги, розходження між якими становить за одними даними 1,58 млн років, а за іншими — 3,3–4 млн років. Філогенетичне дерево роду Leopardus має такий вигляд:
|  | Leopardus wiedii   |
|  |                    |
|  | Leopardus pardalis |
|  |                    |

|  | Leopardus jacobita |
|  |                    |
|  | Leopardus colocolo |
|  |                    |

|  | Leopardus tigrinus  |
|  |                     |
|  | Leopardus guigna    |
|  |                     |
|  | Leopardus geoffroyi |
|  |                     |

|  | Leopardus jacobita |
|  |                    |
|  | Leopardus colocolo |
|  |                    |

|  | Leopardus tigrinus  |
|  |                     |
|  | Leopardus guigna    |
|  |                     |
|  | Leopardus geoffroyi |
|  |                     |

|  | Leopardus wiedii   |
|  |                    |
|  | Leopardus pardalis |
|  |                    |

|  | Leopardus jacobita |
|  |                    |
|  | Leopardus colocolo |
|  |                    |

|  | Leopardus tigrinus  |
|  |                     |
|  | Leopardus guigna    |
|  |                     |
|  | Leopardus geoffroyi |
|  |                     |

|  | Leopardus jacobita |
|  |                    |
|  | Leopardus colocolo |
|  |                    |

|  | Leopardus tigrinus  |
|  |                     |
|  | Leopardus guigna    |
|  |                     |
|  | Leopardus geoffroyi |
|  |                     |

Кілька підвидів було описано в XIX і XX століттях за зразками шкур:
- Leopardus pardalis pardalis — уздовж течії Амазонки
- Leopardus pardalis aequatorialis — північні Анди
- Leopardus pardalis albescens — Мексика, Техас
- Leopardus pardalis maripensis — Венесуела, Гаяна
- Leopardus pardalis mearnsi — Центральна Америка
- Leopardus pardalis mitis — Аргентина, Парагвай
- Leopardus pardalis nelsoni — Мексика
- Leopardus pardalis pseudopardalis — Колумбія
- Leopardus pardalis puseaus — Еквадор
- Leopardus pardalis sonoriensis — Мексика
- Leopardus pardalis steinbachi — Болівія

Сучасні дослідження вказують на помітно меншу кількість валідних підвидів. Біогеографічними бар’єрами для підвидів можуть слугувати Анди й перехід між Центральною й Південною Америками. На наявність таких підвидів вказують як морфологічні, так і молекулярні дослідження. Однак для остаточного поділу L. pardalis на підвиди необхідний більш детальний морфологічний і молекулярний аналіз.